# Alberndorf in der Riedmark
Alberndorf in der Riedmark település Ausztriában, Felső-Ausztria tartományban, az Urfahrkörnyéki járásban. Tengerszint feletti magassága 570 méter, területe 41 km².

## Elhelyezkedése
Alberndorf in der Riedmark Haibach im Mühlkreis, Hellmonsödt, Ottenschlag im Mühlkreis, Neumarkt im Mühlkreis, Unterweitersdorf, Gallneukirchen, Engerwitzdorf és Altenberg bei Linz településekkel határos.

## Népesség
| Lakosok száma | 3961 | 4083 | 4219 |
|               | 2016 | 2018 | 2023 |